# Sotalia przybrzeżna
Sotalia przybrzeżna (Sotalia guianensis) – gatunek ssaka z rodziny delfinowatych (Delphinidae). Zamieszkuje płytkie wody przy ujściach rzek w Ameryce Południowej. Osiąga maksymalnie około 210 cm długości. Mimo że te delfiny są powszechnie spotykane, to jednak wiele z nich ginie zaplątanych w sieci rybackie lub w wyniku częstych kolizji ze statkami. Tworzą grupy liczące od 10 do 15 osobników, choć czasem spotyka się również grupy liczniejsze. Ich głównym pożywieniem są ryby. Żyją do 30 lat.